# Zamek Brzotín
Zamek Brzotín (słow. Brzotínsky hrad) – dawny węgierski zamek położony na terenie dzisiejszej wsi Brzotín w powiecie Rożniawa w kraju koszyckim na Słowacji, dziś już jedynie w postaci słabo widocznych śladów murów.
Pierwszy drewniano-ziemny gródek powstał w tym miejscu być może już w XI w. Nowy, murowany zamek zaczęto budować po przejęciu tych terenów przez przodków rodu Mariássych w 1293 r. Znajdował się w osi Kotliny Rożniawskiej, na nieznacznym wzniesieniu terenu na prawym brzegu rzeki Slanej. Strzegł dawnego traktu, wiodącego doliną Slanej z dolnego Gemeru do górniczych ośrodków na Spiszu, a we wsi posiadał posterunek, w którym pobierano myto. Wymieniany był jako castrum Berzete (w 1311 r.) i castrum lapideum Berzethe (w 1327 r.). Składał się z czworokątnego pałacu mieszkalnego i niewielkiego dziedzińca, otoczonego murem obwodowym.
W 1556 r. zamek zdobyli Turcy. Przez następne kilkanaście lat znajdował się w rękach rycerzy-rozbójników, grasujących po rozległych terenach żupy gemerskiej, aż w końcu w 1573 r. Turcy zdobyli go ponownie i zburzyli. Od tego czasu w ruinie.

## Literatúra
- Ďurček Jozef a kolektív: Slovenský kras. Turistický sprievodca ČSSR, č. 41, wyd. Šport, slovenské telovýchovné vydavateľstvo, Bratislava 1989, ISBN 80-7096-020-5.
- Názvy hradov a zámkov v Slovenskej republike, wyd. Slovenský úrad geodézie a kartografie, Bratislava 1990.